# Richard Köhler (Politiker)
Richard Köhler (geboren 13. März 1886 in Friedland in Böhmen, Österreich-Ungarn; gestorben 18. Dezember 1964 in Stuttgart) war ein tschechoslowakischer Politiker (Deutsche Nationalsozialistische Arbeiterpartei (Tschechoslowakei); DNSAP).

## Leben
Köhler ging nach dem Schulbesuch zur Ausbildung nach Gablonz an der Neiße und wechselte dann ins Deutsche Reich nach Hamburg. Dort war er einige Zeit beim Deutschen Handlungsgehilfenverband (DHV) tätig. Nach einigen Arbeitsjahren in Hannover kehrte er in seine Heimat zurück.
Köhler zog für die DNSAP in den Stadtrat von Reichenberg ein. Bei den Parlamentswahlen in der Tschechoslowakei wurde er 1929 für die DNSAP in die Nationalversammlung gewählt. In dieser Zeit war er zweiter Vorsitzender dieser Partei. Im Zusammenhang mit der Auflösung der DNSAP verließ Köhler im Oktober 1933 die neugegründete Sudetendeutsche parlamentarische Vereinigung, im November 1933 wurde ihm dann aufgrund der Auflösung der DNSAP sein Mandat entzogen. Unmittelbar davor hatte die DNSAP auf einem illegalen Kongress beschlossen, mit Konrad Henlein über die Schaffung der Sudetendeutschen Heimatfront zu verhandeln. Köhler erhielt jedoch dafür kein Mandat und zog sich größtenteils aus der Politik zurück. Ab 1938 war er Direktor der Reichenberger Ortskrankenkasse. Nach Kriegsende wurde er vertrieben und war beim Hilfsverein der Sudetendeutschen Angestellten in der Bundesrepublik tätig.